# یویا تگوشی
یویا تگوشی (انگلیسی: Yuya Tegoshi؛ زادهٔ ۱۱ نوامبر ۱۹۸۷) یک موسیقی‌دان اهل ژاپن است. وی از سال ۲۰۰۲ میلادی تاکنون مشغول فعالیت بوده‌است.